# Guardacostas Bolivariana
El Comando de Guardacostas es un componente militar naval que forma parte de la Armada Bolivariana de Venezuela, que tiene como misión la planificación, ejecución y control de las actividades de salvaguarda en el mar territorial venezolano, así como el combate de los ilícitos en el mar y el narcotráfico, con el fin de garantizar en los espacios y fronteras marítimas de Venezuela el cumplimiento de su constitución, sus leyes y sus reglamentos.
Este comando está adscrito a la Dirección Naval de Apresto Operacional y se hermana con otros cuerpos de la Armada Bolivariana de Venezuela como lo son el Comando de la Escuadra, la División de Infantería de Marina General Simón Bolívar (IMB) y el Comando de la Aviación Naval (CAN). 

## Historia
Su fundador fue el Teniente de Navío Pedro Lucas Uribarrí quien en 1825, le encomendaron ejercer funciones de Guardacostas entre Cabo Codera, en el estado Miranda y la Isla La Orchila, en las Dependencias Federales Venezolanas, pero no fue sino hasta 1981, específicamente el 24 de abril, cuando se crea el Escuadrón de Guardacostas, según resolución del Ministerio de la Defensa-hoy Ministerio del Poder Popular para la Defensa-número M-1330. Posteriormente, el 20 de julio de 1982 pasa a llamarse Servicio de Guardacostas, pasando a depender del Comando Naval de Operaciones y trasladando su sede, el 8 de septiembre de 1984, de la Comandancia General de la Armada hacia el muelle naval de La Guaira. El 17 de febrero de 1987, eleva su categoría a Comando y el 20 de enero de 2001, cambia su emplazamiento para el edificio que antiguamente ocupaba la Escuela Naval de Venezuela en la calle Los Baños de Maiquetía; donde a partir del 21 de diciembre de 2007 y según Resuelto N° 004872 del Ministerio del Poder Popular para la Defensa, funciona la sede oficial de Guardacostas.